# 岩井信能
岩井 信能（いわい のぶよし）は、戦国時代から江戸時代前期にかけての武将。上杉氏の家臣。上杉二十五将の1人。会津三奉行の1人。清和源氏満快流信濃泉氏の末裔を称する。

## 生涯
天文22年（1553年）、岩井満長の子として誕生した。永禄6年（1563年）、父の満長が武田信玄との争いに敗れて上杉謙信を頼ると、その小姓として仕えた。謙信は、まだ幼かった信能を見て「武勇、知略共に優れた将器なり。」と語ったという。
天正6年（1578年）、謙信の死後に御館の乱が起こると叔父の岩井成能などと袂を分かち、謙信の養子である景勝に味方した。御館の乱は景勝方が勝利した。その後、合戦の論功行賞に不満を抱いた毛利秀広が直江信綱と山崎秀仙を斬殺した際、偶然現場にいた信能が秀広を討取った。天正10年（1582年）、織田信長が本能寺で自害すると、信濃を占拠していた織田軍は信濃国飯山城から退去した。信能は景勝から飯山城の守備を任せられると、城の修復や城下町の整備を行い、現在まで続く飯山市の発展の礎を築いた。天正12年（1584年）から、反景勝派である新発田重家の討伐に出陣し、数々の武功を挙げた。天正17年（1589年）、同じ信濃の領主の1人である小笠原秀政の救援のために兵を挙げた。また行政手腕に優れていたため、上杉氏が豊臣氏の家臣となってから領国を留守にする際には、政務を任されてもいた。
文禄元年（1592年）、文禄の役では領国の留守を任される。また、泉沢久秀が作成した「文禄三年定納員数目録」によると、信能の知行高は2983石で、家臣団での序列は15位となっている。慶長3年（1598年）、上杉氏が陸奥国会津120万石に国替えになると、信能も飯山の地から去った。その後、伊達氏に対する要害である陸奥宮代城を任された。また、同時に安田能元、大石綱元と共に会津三奉行の1人に任ぜられた。この時点での信能の知行高は、家臣らの知行地も合わせると約8千400石で、家臣団での序列は15位と言われている。
慶長5年（1600年）、会津征伐の際には本庄繁長などと共に陸奥福島城の守備を務めた。その後、松川の戦いでは、福島城において繁長、須田長義などと共に伊達政宗の大軍を押し返した。しかし、関ヶ原の戦いにおいて石田三成が率いる西軍は敗北を喫し、慶長6年（1601年）に上杉氏が出羽国米沢30万石に減封されると、信能も宮代城を退去した。慶長7年（1602年）、直江兼続の主催によって、大国実頼、安田能元、前田利益などと共に亀岡文殊堂で歌会を行った。その時の和歌や漢詩が「直江兼続等詩歌百首帖」として奉納されている。慶長19年（1614年）、大坂冬の陣に出陣した。
元和6年（1620年）10月14日、死去。家督は三男・相高が継いだ。
信能は、武勇や内政に優れていただけでなく、和歌や茶道なども得意とする文化人であったと伝わる。